# Il guinness dei pupazzi di neve
Il guinness dei pupazzi di neve (Snowmen) è un film del 2010 diretto da Robert Kirbyson.
È un film commedia statunitense per le famiglie con Bobby Coleman, Josh Flitter, Ray Liotta e Christopher Lloyd.

## Trama
Un ragazzo di nome Billie Kilfield ha un cancro, e credendo di stare per morire vuole essere ricordato. Così chiama il guinness dei primati per battere il record del maggior numero di pupazzi di neve realizzati in un giorno. Ma i suoi tentativi verranno ostacolati e capirà che essere famoso  non vuol dire essere ricordato...

## Produzione
Il film, diretto e sceneggiato di Robert Kirbyson, fu prodotto da Stephen McEveety, David Segel e John Shepherd per la Mpower Pictures e girato a Park City nello Utah dal febbraio al marzo 2009.

## Distribuzione
Il film ebbe una distribuzione limitata in diversi cinema degli Stati Uniti dal 21 ottobre 2011 a cura della Cinedigm Entertainment.
Altre distribuzioni:
- negli Stati Uniti il 24 aprile 2010 (Tribeca Film Festival)
- negli Stati Uniti il 14 ottobre 2010 (Heartland Film Festival)
- negli Stati Uniti il 17 febbraio 2011 (Beloit International Film Festival)

## Riconoscimenti
- 2011 - Audience Award a Robert Kirbyson